# Eliana Ramos
Eliana Ramos (23. prosince 1988 Montevideo – 13. února 2007 Montevideo) byla známá uruguayská modelka.
Nejznámější byla hlavně v zemích Latinské Ameriky, kde byla zapsána pod jednou z největších argentinských agentur.
13. února 2007 byla nalezena mrtvá v domě svých prarodičů v Montevideu ve věku osmnácti let. Pitva prokázala, že porucha příjmu potravy jí způsobila infarkt.
Její přátelé poté řekli, že trpěla smrtí své sestry Luisel, která zemřela jen několik měsíců před ní na selhání srdce během módní přehlídky.
Její úmrtí rozvířilo hladinu veřejného mínění ohledně anorexie v Latinské Americe, jelikož se stala už třetí modelkou během několika měsíců, která zemřela kvůli podvýživě.